# Poltàvske (Crimea)
|  | Per a altres significats, vegeu «Poltàvskoie». |

Poltàvske (en (ucraïnès): Полтавське, en rus: Полтавское, Poltàvskoie) és un poble de la República Autònoma de Crimea a Ucraïna, que el 2014 tenia 413 habitants. Pertany al districte rural de Krasnoperekopsk. Fins al 1945 la vila es deia Manguit Nº 2.